# Championnat de Croatie de football américain
Le Championnat de Croatie de football américain (Hrvatska Liga Američkog Nogometa) est une compétition réunissant l'élite des clubs croates de football américain depuis 2010. Il n'y a pas eu d'épreuve organisée en 2011. 
Cette compétition se dispute avec une phase régulière de type championnat lequel est suivi d'une phase de playoffs (1/2 finales) laquelle se termine, au mois de novembre, par la finale dénommée « CroBowl ».

## Clubs de la saison 2018
- Bjelovar Greenhorns
- Sarajevo Spartans
- Split Sea Wolves (hr)
- Tuzla Saltminers
- Zagreb Patriots (it)

### Anciennes équipes
- Dubrovnik Sharks
- Osijek Cannons (hr)
- Teutoburgium Pitbulls (it)
- Zagreb Thunder (hr)
- Zagreb Raiders (hr)

## Palmarès du CroBowl
| Édition du CroBowl | Saison | Champion              | Adversaire      | Résultat |
| ------------------ | ------ | --------------------- | --------------- | -------- |
| I                  | 2010   | Teutoburgium Pitbulls | Zagreb Thunder  | 6 – 0    |
| II                 | 2012   | Zagreb Patriots       | Zagreb Raiders  | 61 – 0   |
| III                | 2013   | Zagreb Raiders        | Zagreb Thunder  | 42 – 0   |
| IV                 | 2015   | Osijek Cannons        | Zagreb Patriots | 13 – 07  |
| V                  | 2016   | Split Sea Wolves      | Osijek Cannons  | 16 – 0   |
| VI                 | 2017   | Split Sea Wolves      | Zaprešić Saints | 09 – 07  |
| VII                | 2018   | Zagreb Patriots       | Split SeaWolves | 16 – 13  |

### Tableau d'honneur
|   | Club                  | Nombre de titres | Dernier titre | Nombre de finales perdues | Dernière défaite en finale |
| 1 | Split SeaWolves       | 2                | 2013          | 1                         | 2018                       |
| 2 | Zagreb Patriots       | 2                | 2018          | 1                         | 2015                       |
| 3 | Osijek Cannons        | 1                | 2015          | 1                         | 2016                       |
| 3 | Zagreb Raiders        | 1                | 2013          | 1                         | 2012                       |
| 5 | Teutoburgium Pitbulls | 1                | 2010          | -                         | -                          |